# Eparchie ufská
Eparchie ufská je eparchie ruské pravoslavné církve nacházející se v Rusku.

## Území a titul biskupa
Zahrnuje správní hranice území městského okruhu Ufa a také Blagověščenského, Gafurijského, Stěrlitamakského a Ufského rajónu republiky Baškortostán.
Eparchiálnímu biskupovi náleží titul biskup ufský a baškortostánský.

## Historie
Eparchie byla zřízena výnosem cara Pavla I. dne 27. září 1799 jako eparchie orenburská a ufská.
Dne 2. dubna 1859 byla eparchie rozdělena na dvě samostatné, viz. eparchie orenburská.
Na konci 19. století bylo v eparchii 366 chrámů. Nacházela se zde duchovní konzistoř, duchovní seminář, duchovní mužské učiliště, eparchiální ženské učiliště a farní školy. Kvůli koordinaci škol byla roku 1884 zřízena Eparchiální školní rada. Byly vydávány noviny "Ufimskije eparchialnyje vedomosti". Do roku 1917 se v eparchii nacházelo 17 monastýrů (6 mužských a 11 ženských), 526 chrámů a 225 kaplí. Při chrámech a monastýrech fungovalo 388 knihoven.
Na počátku 20. let 20. století bylo v eparchii asi 730 pravoslavných chrámů a 16 monastýrů.
Roku 1937 byla zlikvidována eparchiální správa a řízení eparchie bylo svěřeno kujbyševskému biskupovi. Do 40. let 20. století bylo téměř celé duchovenstvo potlačeno.
Roku 1939 byly všechny chrámy eparchie sovětskými úřady uzavřeny, kromě chrámu svateho Sergia v Ufě. Mnoho chrámů bylo zničeno a ve farnostech byly zabaveny církevní cennosti.
Roku 1942 byla eparchiální správa obnovena. Bylo spravováno asi 40 chrámů a modliteben. V 60. letech byla část chrámů uzavřena.
Roku 1990 se v eparchii nacházelo asi 30 chrámů. K roku 2010 spravovala více než 279 farností a 8 monastýrů.
K roku 2011 eparchie spravovala 287 farností, 8 monastýrů, z 6 monastýrních skitů a měla 247 duchovních.
Dne 27. prosince 2011 byly rozhodnutím Svatého synodu zřízeny z části území eparchie nové eparchie neftěkamská a salavatská. Staly se součástí nově vzniklé baškortostánské metropole.
Ve dnech 4.-5. června 2016 uskutečnil patriarcha Kirill první patriarchální návštěvu v historii eparchie a metropole.
Názvy:
- orenburská a ufská (od 1799)
- ufská a menzelinská (od 1859)
- ufská a davlekanovská (od 1928)
- ufská a baškirská (od 1945)
- ufská a stěrlitamakská (od 1952)
- ufská (od 27. prosince 2011)

## Seznam biskupů
- 1859–1860 Porfirij (Sokolovskij)
- 1860–1869 Filaret (Malyševskij)
- 1869–1876 Petr (Jekatěrinovskij)
- 1876–1883 Nykonar (Brovkovyč)
- 1883–1896 Dionisij (Chitrov)
- 1896–1900 Iustin (Poljanskij) svatořečený
- 1900–1902 Antonij (Chrapovickij)
- 1902–1903 Kliment (Věrnikovskij)
- 1903–1908 Christofor (Smirnov)
- 1908–1912 Nafanail (Troickij)
- 1912–1913 Michej (Alexejev)
- 1913–1921 Andrej (Uchtomskij) svatořečený mučedník
  - 1920–1921 Simon (Šlejov) dočasný správce svatořečený mučedník
- 1921–1927 Boris (Šipulin)
- 1928–1933 Ioann (Pojarkov)
- 1933–1934 Sofronij (Arefjev)
- 1934–1936 Dionisij (Prozorovskij)
- 1936–1937 Grigorij (Kozlov)
  - 1937–1941 pod správou metropolity moskevského
- 1942–1942 Alexij (Sergejev)
- 1942–1944 Stefan (Procenko)
- 1945–1948 Ioann (Bratoljubov)
- 1948–1950 Nifont (Sapožkov)
- 1950–1953 Arsenij (Krylov)
- 1953–1958 Ilarion (Prochorov)
- 1959–1963 Nikon (Lysenko)
- 1963–1967 Ilarion (Prochorov) podruhé
- 1967–1967 Michail (Voskresenskij)
- 1967–1973 Iov (Kresovyč)
- 1973–1975 Feodosij (Pogorskyj)
  - 1975–1975 Ioann (Snyčjov) dočasný správce
- 1975–1976 Irynej (Serednij)
- 1976–1979 Valentin (Miščuk)
- 1979–1990 Anatolij (Kuzněcov)
- od 1990 Nikon (Vasjukov)